# Privilège d'extraterritorialité
Le privilège d'extraterritorialité est une clause de certains accords internationaux conclus aux XIXe et XXe siècles. Il prévoit que les ressortissants de la nation qui bénéficie d'une telle clause ne peuvent être jugés par les tribunaux du pays cosignataire.
Les traités internationaux prévoyant une telle clause, souvent appelés « traités inégaux » (en ce que le privilège n'est pas réciproque), furent imposés ainsi par les puissances occidentales afin de protéger leurs ressortissants de l'arbitraire de la justice des autres nations. 